# Тенадзе, Георгий Назирович
Георгий Назирович Тенадзе (груз. გიორგი თენაძე 24 мая 1962 года, Поти, Грузинская ССР, СССР) — Заслуженный мастер спорта СССР по дзюдо, бронзовый призёр Олимпийских игр 1988 года, бронзовый призёр чемпионата мира, бронзовый призёр чемпионата Европы в личном первенстве и чемпион Европы в команде, неоднократный чемпион СССР.

## Биография
Впервые добился успеха на международной арене в 1982 году, заняв третье место на международном турнире в Тбилиси. В 1984 году стал чемпионом мира среди студентов. В 1985 году стал серебряным призёром чемпионата СССР, выиграл турниры в Тбилиси и Праге, а также стал бронзовым призёром Универсиады в Кобе. В 1986 году стал чемпионом СССР, и занял второе место на турнире в Вене. В 1987 году стал чемпионом Европы в команде, выиграл два международных турнира и один раз в Тбилиси был вторым. В 1988 году на мировом турнире мастеров завоевал «бронзу» и выиграл два международных турнира в Потсдаме и Тбилиси, а также стал чемпионом СССР, что позволило ему отобраться в олимпийскую команду.
Выступая на Летних Олимпийских играх 1988 года в Сеуле, боролся в категории до 71 килограмма. В его категории боролись 41 спортсмен, разделённые на две группы. Соревнования велись по версии системы с выбыванием после двух поражений.
В 1/32 турнира советский дзюдоист выиграл у Фредди Торреса (Сальвадор), в 1/16 Гангабахадура Нагола (Непал), в 1/8 у Тосихико Кога (Япония), в 1/4 у Стюарта Брайана (Великобритания), а в полуфинале проиграл Марку Александру (Франция), будущему олимпийскому чемпиону. В схватке за третье место Георгий Тенадзе победил Берталана Хайтоса (Венгрия)
После Олимпийских игр в 1989 году взял бронзу на чемпионате мира и чемпионате Европы. В 1990 году занял первое место на международном турнире, но на чемпионате Европы остался только седьмым.

## Спортивные результаты
- Чемпионат СССР по дзюдо 1985 года — ;
- Чемпионат СССР по дзюдо 1986 года — ;
- Чемпионат СССР по дзюдо 1989 года — ;
- Чемпионат СССР по дзюдо 1990 года — ;